# Bountiful, British Columbia

Bountiful är en bosättning i Creston Valley i sydöstra British Columbia, Kanada, byggd och bebodd av polygama mormoner.
1946 flyttade Harold Michael Blackmore hit med sin familj och köpte upp land.
Blackmore tillhörde en fundamentalistisk mormongrupp och snart följde flera medlemmar av denna kyrka hans exempel och flyttade hit.
Efter att Winston Blackmore på 1980-talet blev biskop i Fundamentalistiska Jesu Kristi Kyrka av Sista Dagars Heliga antog man namnet Bountiful på platsen, efter platser med samma namn, angivna i Mormons bok.
Efter att Blackmore uteslutits ur kyrkan av dess diktatoriske ledare Warren Jeffs har de dryga 1 000 invånarna i kolonin delats i två någorlunda jämnstora läger, beroende på om man är lojala till Jeffs eller till Blackmore.